# Lijst van wereldkampioenen kunstschaatsen ijsdansen
De Wereldkampioenschappen kunstschaatsen worden gevormd door vier toernooien die door de Internationale Schaatsunie (ISU) worden georganiseerd. Sinds 1952 wordt het kampioenschap in het ijsdanen georganiseerd.

## Kampioenen
Dertig ijsdansparen werden op een van de 68 edities  een of meerdere keren wereldkampioen. Een ijsdanspaar wist zesmaal de wereldtitel te veroveren. Ljoedmila Pachomova en Alexandr Gorsjkov wonnen deze vijf jaar achtereen van 1970 tot en met 1974 en in 1976. Zeven ijsdansparen wisten vier keer de wereldtitel te veroveren, twee paren werden driemaal wereldkampioen en acht paren tweemaal. Twaalf  paren wonnen de wereldtitel een keer.
Courtney Jones is de enige wereldkampioen die dit met twee ijsdanspartners deed. In 1957 en 1958 werd hij dit met June Markham, in 1959 en 1960 met Doreen Denny.
Tot op heden heeft er nog nooit een Belgisch of Nederlands ijsdanspaar op het erepodium gestaan.

## Medaillewinnaars
| Jaar | Locatie                                              | Goud                                                 | Zilver                                               | Brons                                                |
| ---- | ---------------------------------------------------- | ---------------------------------------------------- | ---------------------------------------------------- | ---------------------------------------------------- |
| 1952 | Parijs                                               | Jean Westwood Lawrence Demmy                         | Joan Dewhirst John Slater                            | Carol Peters Daniel Ryan                             |
| 1953 | Davos                                                | Jean Westwood Lawrence Demmy                         | Joan Dewhirst John Slater                            | Carol Peters Daniel Ryan                             |
| 1954 | Oslo                                                 | Jean Westwood Lawrence Demmy                         | Nesta Dawies Paul Thomas                             | Carmel Bodel Edward Bodel                            |
| 1955 | Wenen                                                | Jean Westwood Lawrence Demmy                         | Pamela Weight Paul Thomas                            | Barbara Radford Raymond Lockwood                     |
| 1956 | Garmisch-Partenkirchen                               | Pamela Weight Paul Thomas                            | June Markham Courtney Jones                          | Barbara Thompson Gerard Rigby                        |
| 1957 | Colorado Springs                                     | June Markham Courtney Jones                          | Geraldine Fenton William McLachlan                   | Sharon McKenzie Bert Wright                          |
| 1958 | Parijs                                               | June Markham Courtney Jones                          | Geraldine Fenton William McLachlan                   | Andree Anderson Donald Jacoby                        |
| 1959 | Colorado Springs                                     | Doreen Denny Courtney Jones                          | Andree Anderson Donald Jacoby                        | Geraldine Fenton William McLachlan                   |
| 1960 | Vancouver                                            | Doreen Denny Courtney Jones                          | Virginia Thompson William McLachlan                  | Christiane Guhel Jean Paul Guhel                     |
| 1961 | Afgelast vanwege de Sabena-vlucht 548 vliegtuigramp. | Afgelast vanwege de Sabena-vlucht 548 vliegtuigramp. | Afgelast vanwege de Sabena-vlucht 548 vliegtuigramp. | Afgelast vanwege de Sabena-vlucht 548 vliegtuigramp. |
| 1962 | Praag                                                | Eva Romanová Pavel Roman                             | Christiane Guhel Jean Paul Guhel                     | Virginia Thompson William McLachlan                  |
| 1963 | Cortina d'Ampezzo                                    | Eva Romanová Pavel Roman                             | Linda Shearman Michael Phillips                      | Paulette Doan Kenneth Ormsby                         |
| 1964 | Dortmund                                             | Eva Romanová Pavel Roman                             | Paulette Doan Kenneth Ormsby                         | Janet Sawbridge David Hickinbottom                   |
| 1965 | Colorado Springs                                     | Eva Romanová Pavel Roman                             | Janet Sawbridge David Hickinbottom                   | Lorna Dyer John Carrell                              |
| 1966 | Davos                                                | Diane Towler Bernard Ford                            | Kristin Fortune Dennis Sveum                         | Lorna Dyer John Carrell                              |
| 1967 | Wenen                                                | Diane Towler Bernard Ford                            | Lorna Dyer John Carrell                              | Yvonne Suddick Malcolm Cannon                        |
| 1968 | Genève                                               | Diane Towler Bernard Ford                            | Yvonne Suddick Malcolm Cannon                        | Janet Sawbridge Jon Lane                             |
| 1969 | Colorado Springs                                     | Diane Towler Bernard Ford                            | Ljoedmila Pachomova Alexandr Gorsjkov                | Judy Schwomeyer James Sladky                         |
| 1970 | Ljubljana                                            | Ljoedmila Pachomova Alexandr Gorsjkov                | Judy Schwomeyer James Sladky                         | Angelika Buck Erich Buck                             |
| 1971 | Lyon                                                 | Ljoedmila Pachomova Alexandr Gorsjkov                | Angelika Buck Erich Buck                             | Judy Schwomeyer James Sladky                         |
| 1972 | Calgary                                              | Ljoedmila Pachomova Alexandr Gorsjkov                | Angelika Buck Erich Buck                             | Judy Schwomeyer James Sladky                         |
| 1973 | Bratislava                                           | Ljoedmila Pachomova Alexandr Gorsjkov                | Angelika Buck Erich Buck                             | Hilary Green Glyn Watts                              |
| 1974 | München                                              | Ljoedmila Pachomova Alexandr Gorsjkov                | Hilary Green Glyn Watts                              | Natalja Linitsjoek Gennadi Karponossov               |
| 1975 | Colorado Springs                                     | Irina Moiseeva Andrei Minenkov                       | Colleen O'Connor James Millns                        | Hilary Green Glyn Watts                              |
| 1976 | Göteborg                                             | Ljoedmila Pachomova Alexandr Gorsjkov                | Irina Moiseeva Andrei Minenkov                       | Colleen O'Connor James Millns                        |
| 1977 | Tokio                                                | Irina Moiseeva Andrei Minenkov                       | Janet Thompson Warren Maxwell                        | Natalja Linitsjoek Gennadi Karponossov               |
| 1978 | Ottawa                                               | Natalja Linitsjoek Gennadi Karponossov               | Irina Moiseeva Andrei Minenkov                       | Krisztina Regöczy Andras Sallay                      |
| 1979 | Wenen                                                | Natalja Linitsjoek Gennadi Karponossov               | Krisztina Regöczy Andras Sallay                      | Irina Moiseeva Andrei Minenkov                       |
| 1980 | Dortmund                                             | Krisztina Regöczy Andras Sallay                      | Natalja Linitsjoek Gennadi Karponossov               | Irina Moiseeva Andrei Minenkov                       |
| 1981 | Hartford                                             | Jayne Torvill Christopher Dean                       | Irina Moiseeva Andrei Minenkov                       | Natalja Bestemjanova Andrej Boekin                   |
| 1982 | Kopenhagen                                           | Jayne Torvill Christopher Dean                       | Natalja Bestemjanova Andrej Boekin                   | Irina Moiseeva Andrei Minenkov                       |
| 1983 | Helsinki                                             | Jayne Torvill Christopher Dean                       | Natalja Bestemjanova Andrej Boekin                   | Judy Blumberg Michael Seibert                        |
| 1984 | Ottawa                                               | Jayne Torvill Christopher Dean                       | Natalja Bestemjanova Andrej Boekin                   | Judy Blumberg Michael Seibert                        |
| 1985 | Tokio                                                | Natalja Bestemjanova Andrej Boekin                   | Marina Klimova Sergei Ponomarenko                    | Judy Blumberg Michael Seibert                        |
| 1986 | Genève                                               | Natalja Bestemjanova Andrej Boekin                   | Marina Klimova Sergei Ponomarenko                    | Tracy Wilson Robert McCall                           |
| 1987 | Cincinnati                                           | Natalja Bestemjanova Andrej Boekin                   | Marina Klimova Sergei Ponomarenko                    | Tracy Wilson Robert McCall                           |
| 1988 | Boedapest                                            | Natalja Bestemjanova Andrej Boekin                   | Marina Klimova Sergei Ponomarenko                    | Tracy Wilson Robert McCall                           |
| 1989 | Parijs                                               | Marina Klimova Sergei Ponomarenko                    | Maya Usova Alexander Zhulin                          | Isabelle Duchesnay Paul Duchesnay                    |
| 1990 | Halifax                                              | Marina Klimova Sergei Ponomarenko                    | Isabelle Duchesnay Paul Duchesnay                    | Maya Usova Alexander Zhulin                          |
| 1991 | München                                              | Isabelle Duchesnay Paul Duchesnay                    | Marina Klimova Sergei Ponomarenko                    | Maya Usova Alexander Zhulin                          |
| 1992 | Oakland                                              | Marina Klimova Sergei Ponomarenko                    | Maya Usova Alexander Zhulin                          | Oksana Grishuk Jevgeni Platov                        |
| 1993 | Praag                                                | Maya Usova Alexander Zhulin                          | Oksana Grishuk Jevgeni Platov                        | Anjelika Krylova Vladimir Fedorov                    |
| 1994 | Chiba                                                | Oksana Grishuk Jevgeni Platov                        | Sophie Moniotte Pascal Lavanchy                      | Susanna Rahkamo Petri Kokko                          |
| 1995 | Birmingham                                           | Oksana Grishuk Jevgeni Platov                        | Susanna Rahkamo Petri Kokko                          | Sophie Moniotte Pascal Lavanchy                      |
| 1996 | Edmonton                                             | Oksana Grishuk Jevgeni Platov                        | Anjelika Krylova Oleg Ovsyannikov                    | Shae-Lynn Bourne Victor Kraatz                       |
| 1997 | Lausanne                                             | Oksana Grishuk Jevgeni Platov                        | Anjelika Krylova Oleg Ovsyannikov                    | Shae-Lynn Bourne Victor Kraatz                       |
| 1998 | Minneapolis                                          | Anjelika Krylova Oleg Ovsyannikov                    | Marina Anissina Gwendal Peizerat                     | Shae-Lynn Bourne Victor Kraatz                       |
| 1999 | Helsinki                                             | Anjelika Krylova Oleg Ovsyannikov                    | Marina Anissina Gwendal Peizerat                     | Shae-Lynn Bourne Victor Kraatz                       |
| 2000 | Nice                                                 | Marina Anissina Gwendal Peizerat                     | Barbara Fusar-Poli Maurizio Margaglio                | Margarita Drobiazko Povilas Vanagas                  |
| 2001 | Vancouver                                            | Barbara Fusar-Poli Maurizio Margaglio                | Marina Anissina Gwendal Peizerat                     | Irina Lobacheva Ilia Averbukh                        |
| 2002 | Nagano                                               | Irina Lobacheva Ilia Averbukh                        | Shae-Lynn Bourne Victor Kraatz                       | Galit Chait Sergei Sakhnovski                        |
| 2003 | Washington D.C.                                      | Shae-Lynn Bourne Victor Kraatz                       | Irina Lobacheva Ilia Averbukh                        | Albena Denkova Maksim Staviski                       |
| 2004 | Dortmund                                             | Tatjana Navka Roman Kostomarov                       | Albena Denkova Maksim Staviski                       | Kati Winkler René Lohse                              |
| 2005 | Moskou                                               | Tatjana Navka Roman Kostomarov                       | Tanith Belbin Benjamin Agosto                        | Olena Hroesjyna Roeslan Hontsjarov                   |
| 2006 | Calgary                                              | Albena Denkova Maksim Staviski                       | Marie-France Dubreuil Patrice Lauzon                 | Tanith Belbin Benjamin Agosto                        |
| 2007 | Tokio                                                | Albena Denkova Maksim Staviski                       | Marie-France Dubreuil Patrice Lauzon                 | Tanith Belbin Benjamin Agosto                        |
| 2008 | Göteborg                                             | Isabelle Delobel Olivier Schoenfelder                | Tessa Virtue Scott Moir                              | Jana Chochlova Sergej Novitski                       |
| 2009 | Los Angeles                                          | Oksana Domnina Maksim Sjabalin                       | Tanith Belbin Benjamin Agosto                        | Tessa Virtue Scott Moir                              |
| 2010 | Turijn                                               | Tessa Virtue Scott Moir                              | Meryl Davis Charlie White                            | Federica Faiella Massimo Scali                       |
| 2011 | Moskou                                               | Meryl Davis Charlie White                            | Tessa Virtue Scott Moir                              | Maia Shibutani Alex Shibutani                        |
| 2012 | Nice                                                 | Tessa Virtue Scott Moir                              | Meryl Davis Charlie White                            | Nathalie Pechalat Fabian Bourzat                     |
| 2013 | London                                               | Meryl Davis Charlie White                            | Tessa Virtue Scott Moir                              | Jekaterina Bobrova Dmitri Solovjov                   |
| 2014 | Saitama                                              | Anna Cappellini Luca Lanotte                         | Kaitlyn Weaver Andrew Poje                           | Nathalie Pechalat Fabian Bourzat                     |
| 2015 | Shanghai                                             | Gabriella Papadakis Guillaume Cizeron                | Madison Chock Evan Bates                             | Kaitlyn Weaver Andrew Poje                           |
| 2016 | Boston                                               | Gabriella Papadakis Guillaume Cizeron                | Maia Shibutani Alex Shibutani                        | Madison Chock Evan Bates                             |
| 2017 | Helsinki                                             | Tessa Virtue Scott Moir                              | Gabriella Papadakis Guillaume Cizeron                | Maia Shibutani Alex Shibutani                        |
| 2018 | Milaan                                               | Gabriella Papadakis Guillaume Cizeron                | Madison Hubbell Zachary Donohue                      | Kaitlyn Weaver Andrew Poje                           |
| 2019 | Saitama                                              | Gabriella Papadakis Guillaume Cizeron                | Viktoria Sinitsina Nikita Katsalapov                 | Madison Hubbell Zachary Donohue                      |
| 2020 | Afgelast naar aanleiding van de coronapandemie.      | Afgelast naar aanleiding van de coronapandemie.      | Afgelast naar aanleiding van de coronapandemie.      | Afgelast naar aanleiding van de coronapandemie.      |
| 2021 | Stockholm                                            | * Viktoria Sinitsina Nikita Katsalapov               | Madison Hubbell Zachary Donohue                      | Piper Gilles Paul Poirier                            |

2021: * Het Russische paar kwam officieel onder de vlag van de Russische kunstschaatsfederatie (FSR) uit.

## Medailleklassement per land
| #  | Land             | Goud | Zilver | Brons | Totaal |
| -- | ---------------- | ---- | ------ | ----- | ------ |
| 1  | Groot-Brittannië | 17   | 10     | 7     | 034    |
| 2  | Sovjet-Unie      | 16   | 14     | 8     | 038    |
| 3  | Rusland *        | 13   | 06     | 05    | 024    |
| 4  | Frankrijk        | 07   | 07     | 05    | 019    |
| 5  | Canada           | 04   | 11     | 134   | 029    |
| 6  | Tsjechoslowakije | 04   | 0      | 0     | 004    |
| 7  | Verenigde Staten | 02   | 13     | 20    | 035    |
| 8  | Italië           | 02   | 01     | 01    | 004    |
| 9  | Bulgarije        | 02   | 01     | 01    | 005    |
| 10 | Hongarije        | 01   | 01     | 01    | 003    |
| 11 | (West-)Duitsland | 0    | 03     | 02    | 005    |
| 12 | Finland          | 0    | 01     | 01    | 002    |
| 13 | Israël           | 0    | 0      | 01    | 001    |
| “  | Litouwen         | 0    | 0      | 01    | 001    |
| “  | Oekraïne         | 0    | 0      | 01    | 001    |

* inclusief 1x goud, zilver en brons in 1992 (GOS), 1x goud in 2021 (FSR, Russische kunstschaatsfederatie)
Medaillewinnaars

Mannen · 
Vrouwen ·
Paren · 
IJsdansen

 Toernooi

1896 · 
1897 · 
1898 · 
1899 · 
1900 · 
1901 · 
1902 · 
1903 · 
1904 · 
1905 · 
1906 · 
1907 · 
1908 · 
1909 · 
1910 · 
1911 · 
1912 · 
1913 · 
1914 · 
1915-1921 · 
1922 · 
1923 · 
1924 · 
1925 · 
1926 · 
1927 · 
1928 · 
1929 · 
1930 · 
1931 · 
1932 · 
1933 · 
1934 · 
1935 · 
1936 · 
1937 · 
1938 · 
1939 ·
1940-1946 · 
1947 · 
1948 · 
1949 · 
1950 · 
1951 · 
1952 · 
1953 · 
1954 · 
1955 · 
1956 · 
1957 · 
1958 · 
1959 · 
1960 · 
1961 · 
1962 · 
1963 · 
1964 · 
1965 · 
1966 · 
1967 · 
1968 · 
1969 · 
1970 · 
1971 · 
1972 · 
1973 · 
1974 · 
1975 · 
1976 · 
1977 · 
1978 · 
1979 · 
1980 · 
1981 · 
1982 · 
1983 · 
1984 · 
1985 · 
1986 · 
1987 · 
1988 · 
1989 · 
1990 · 
1991 · 
1992 · 
1993 · 
1994 · 
1995 ·
1996 · 
1997 · 
1998 · 
1999 · 
2000 · 
2001 · 
2002 · 
2003 · 
2004 · 
2005 · 
2006 ·
2007 ·
2008 ·
2009 ·
2010 ·
2011 ·
2012 ·
2013 ·
2014 ·
2015 ·
2016 ·
2017 ·
2018 ·
2019 · 
2020 · 
2021 ·
2022 ·
2023 ·
2024

 ISU-kampioenschappen

WK kunstschaatsen junioren ·
EK kunstschaatsen ·
Viercontinentenkampioenschap ·
Olympische Spelen